# Ayman Ashraf
Ayman Ashraf Elsayed Elsembeskany (arabisch أيمن أشرف, DMG Aiman Ašraf; * 9. April 1991 in Kairo) ist ein ägyptischer Fußballspieler, der hauptsächlich als Linksverteidiger für den ägyptischen Premier-League-Klub Al Ahly und die ägyptische Nationalmannschaft spielt.

## Karriere

### Verein
Ashraf begann seine Karriere 2005 beim al Ahly SC, wo er ab 2009 auch für das Profiteam eingesetzt wurde. Nach einer Leihe zu Telefonat Beni Suef und einer Leihe mit Kaufoption an den Smouha SC wechselte er fest zu Smouha. 2017 kehrte er zum al Ahly SC zurück.

### Nationalmannschaft
Im Mai 2018 wurde er in Ägyptens vorläufigen Kader für die FIFA Fußball-Weltmeisterschaft 2018 in Russland berufen. Er erzielte sein erstes Länderspieltor am 25. Mai 2018 gegen Kuwait, das mit einem 1:1-Unentschieden endete.

## Erfolge
Al Ahly SC
- Ägyptischer Meister: 2009/10, 2010/11, 2017/18, 2018/19, 2019/20
- Ägyptischer Pokalsieger: 2019/20
- Ägyptischer Superpokalsieger: 2017/18, 2018/19
- CAF-Champions-League-Sieger: 2019/20